# Róża Wielka (gmina)
Róża Wielka – dawna gmina wiejska istniejąca w latach 1946–1954 w woj. szczecińskim i koszalińskim (dzisiejsze woj. wielkopolskie). Nazwa gminy pochodzi od wsi Róża Wielka, lecz siedzibą władz gminy było Jaraczewo.
Gmina Róża Wielka powstała po II wojnie światowej na terenie tzw. Ziem Odzyskanych (tzw. III okręg administracyjny – Pomorze Zachodnie). 28 czerwca 1946 gmina – jako jednostka administracyjna powiatu wałeckiego – weszła w skład nowo utworzonego woj. szczecińskiego. 6 lipca 1950 gmina wraz z całym powiatem wałeckim weszła w skład nowo utworzonego woj. koszalińskiego.
Według stanu z 1 lipca 1952 gmina składała się z 13 gromad: Cyk, Dolaszewo, Gostomia, Jaraczewo, Kępa, Kłoda, Kotuń, Leżenica, Nowy Dwór, Pokrzywnica, Róża Wielka, Różewo i Szydłowo. Gmina została zniesiona 29 września 1954 wraz z reformą wprowadzającą gromady w miejsce gmin. Jednostki nie przywrócono 1 stycznia 1973 wraz z kolejną reformą reaktywującą gminy.